# Menhir von Ettersburg
Der Menhir von Ettersburg (auch als Der lange Stein bezeichnet) ist ein nicht mehr aufrecht stehender Menhir in Ettersburg im Landkreis Weimarer Land in Thüringen.

## Lage
Der Stein befindet sich heute direkt im Ort Ettersburg, im Park östlich der Stiftskirche St. Justinus und St. Laurentius. Er steht nicht mehr aufrecht und wird als Sitzbank genutzt. Sein ursprünglicher Standort war vor der Gottesackerlinde vor dem alten Kirchhof. Er wurde von dort entfernt, damit an gleicher Stelle ein Kriegerdenkmal errichtet werden konnte. Der einstige Standort vor dem Kirchhof könnte darauf hindeuten, dass der Menhir im Mittelalter als Gerichts- oder Richtstätte genutzt wurde.

## Beschreibung
Der Menhir besteht aus Muschelkalk. Er hat eine Höhe von 190 cm, eine Breite von 95 cm und eine Tiefe von 28 cm. Er ist plattenförmig und rechteckig. Die heute oben liegende  und als Sitzfläche dienende Seite scheint geglättet worden zu sein, die Unterseite befindet sich hingegen wohl noch in ihrem ursprünglichen Zustand. Die Form des Menhirs scheint nicht wesentlich verändert worden zu sein.

## Der Menhir in regionalen Sagen
Um den Stein dreht sich eine regionale Sage. Demnach mähten einst zwei Riesen ihre Wiesen. Einer tat dies in Buttelstedt, der andere auf dem Ettersberg. Als der Riese auf dem Ettersberg einen Wetzstein für seine Sense benötigte, warf ihm der Riese in Buttelstedt einen zu. Doch er zielte zu kurz und so landete der Stein in Ettersburg. Vom Menhir von Buttelstedt wird genau die gleiche Sage erzählt, nur umgekehrt.